# Nixon en China
Nixon in China (en español, Nixon en China) es una ópera en tres actos del compositor estadounidense John Adams, con libreto de Alice Goodman inspirada en la visita de Nixon a China el año 1972. La ópera, que es la primera del compositor, se estrenó en la Grand Opera de la ciudad de Houston, Texas el 22 de octubre de 1987 en una producción a cargo del director de teatro estadounidense Peter Sellars con coreografía de Mark Morris.
Cuando Sellars se dirigió a Adams con la idea de la ópera en 1985, este demostró estar poco dispuesto, aunque finalmente aceptó el proyecto pensando que la obra podría ser un estudio de cómo nacen los mitos. El libreto de Goodman fue el resultado de una exhaustiva investigación sobre la visita de Nixon, aunque se descartaron la mayor parte de las fuentes publicadas después del año de la visita en sí.
Para crear los sonidos que la ópera requería, Adams aumentó la orquesta con una amplia sección de saxofón, percusión adicional y sintetizadores electrónicos. Aunque se ha descrito a la ópera como minimalista, la partitura revela una variedad de estilos musicales, que si bien sí incluyen el minimalismo al estilo de Philip Glass, podemos encontrar pasajes con ecos de los grandes compositores del siglo XIX como Richard Wagner y Johann Strauss. Con estos ingredientes, Adams mezcla el neoclasicismo del siglo XX —propio de Ígor Stravinsky—, con referencias al jazz y sonidos de big band que recuerdan a la juventud de Richard Nixon en los años treinta. La combinación de estos elementos varía frecuentemente, reflejando así los cambios en la acción escénica.
Después del estreno en 1987, la ópera recibió diversas críticas: algunos críticos desdeñaron la obra, asegurando que pronto pasaría al olvido. Sin embargo, se ha representado en bastante ocasiones desde entonces, tanto en Europa como en Norteamérica, además de dos grabaciones a la misma. En 2011 la ópera debutó en la Metropolitan Opera House, una producción basada en escenarios originales, y en el mismo año se ofreció una producción abstracta en Toronto por la Canadian Opera Company. La crítica más reciente ha tendido a reconocer la obra como una contribución significativa y perdurable a la ópera estadounidense. Esta ópera rara vez se representa en la actualidad; en las estadísticas de Operabase aparece con solo nueve representaciones para el período 2005-2010.

## Argumento

### Acto I
En el aeropuerto de Pekín los contingentes del ejército chino esperan la llegada del avión presidencial «Spirit of '76», que lleva a Nixon y su grupo. El coro militar enuncia las «tres reglas de la disciplina» y los «ocho puntos para la atención». Una vez el avión aterriza Nixon aparece junto a la primera dama Pat Nixon y su secretario de Estado Henry Kissinger.
El presidente intercambia saludos con el primer ministro chino, Zhou Enlai, quien encabeza la fiesta de bienvenida. Nixon habla de la importancia histórica de la visita, de sus esperanzas y temores por el encuentro («Las Noticias Tienen una Especie de Misterio». La escena cambia al estudio del presidente Mao Zedong, donde este espera la llegada del grupo estadounidense.
Nixon y Kissinger entran con Zhou; Mao con el presidente conversan sobre banalidades mientras los fotógrafos inmortalizan la escena. En la discusión que sigue, los occidentales están confundidos por los comentarios gnómicos y con frecuencia impenetrables de Mao, que son amplificados por sus secretarios y a menudo por Zhou. 
La escena se mueve al banquete nocturno en el Gran Salón del Pueblo. Zhou brinda por los visitantes estadounidenses («Hemos Empezado a Celebrar los Diferentes Caminos») y Nixon responde («He Asistido a Muchas Fiestas»), después de lo cual los brindis continúan a medida que la atmósfera se vuelve cada vez más agradable. Nixon, un político que hasta entonces se había destacado por su anticomunismo, anuncia: «Todos, escuchen; sólo permítanme decir una cosa. Me opuse a China, estaba equivocado».

### Acto II
La primera dama cumple con su agenda cultural, visitando los lugares de interés en Pekín, tanto del presente comunista como de la antigua época imperial. Los obreros de las fábricas le regalan un pequeño elefante, ella con mucho gusto les dice que el elefante es uno de los símbolos del Partido Republicano que dirige su esposo. 
Posteriormente visita una comuna donde es recibida con entusiasmo; al observar a los niños jugar en las escuela se emociona profundamente: «Solía ser maestra hace muchos años», canta, «y ahora estoy aquí para aprender de ustedes». Luego se traslada al Palacio de Verano, donde en un aria contemplativa observa un futuro pacífico para el mundo («Esto es Profético»).
Al atardecer, el grupo del presidente asiste a la tradicional ópera de Pekín como invitados de la esposa de Mao, Jiang Qing. Allí son convidados a presenciar la actuación de una ópera-ballet política: El Destacamento Rojo de Mujeres. Esta representa la caída de un cruel e inescrupuloso terrateniente (interpretado por un actor que debe parecerse mucho a Kissinger) a manos de valientes mujeres trabajadoras y revolucionarias. 
La obra afecta profundamente a los Nixon; en un momento dado, Pat se apresura al escenario para ayudar a una niña campesina que —ella cree— está siendo azotada hasta la muerte. Una vez caído el telón, la mujer Mao, Jiang Qing, enojada por la aparente mala interpretación del mensaje de la ópera canta una áspera aria: «Soy la Esposa de Mao Zedong», alabando la Revolución Cultural y glorificando su parte en ella. Un coro revolucionario hace eco de sus palabras.

### Acto III
Es la última noche de los estadounidenses en Pekín. Mientras se encuentran en sus respectivas camas, los principales protagonistas reflexionan sobre sus historias personales en una serie surrealista de diálogos entrelazados. Nixon y Pat su juventud y las luchas que tuvieron que enfrentar; Nixon evoca recuerdos de los tiempos de guerra («Sentados alrededor de la radio»). Mao y su esposa bailan juntos, mientras este recuerda a «la pequeña y sabrosa estrella» que llegó a su cuartel en los primeros días de la revolución. A medida que van recordando, Jiang Qing va afirmando que «la revolución no debe terminar». Zhou medita en soledad.
¿Ha tenido un significado histórico la visita? Sí... Pero Nixon y Mao se preguntan si han cumplido sus sueños de la juventud. El político chino deseaba realizar el ideal de una gran revolución asiática, y el objetivo en la vida del estadounidense había sido ser propietario de su propio local de hamburguesas. Solo el anciano Zhou Enlai ha renunciado a cualquier deseo y ya no tiene nada que temer ni esperar, terminando la ópera con un aria reflexiva, preguntándose: «¿Cuánto de lo que hicimos fue bueno?». Los primeros cantos de pájaros de la mañana lo están convocando para que reanude su trabajo, mientras que «fuera de esta sala, el frío de la gracia yace sobre la hierba de la mañana».

## Grabaciones
Nixon en China se ha grabado (a fecha de 2011) dos veces, la primera vez por Nonesuch Records en 1987, con todo el elenco del estreno en Houston en sus personajes originales. En esta grabación, Edo de Waart dirigió la orquesta y coro de St. Luke's. La guía Good DVD de la revista Gramophone's alabó su canto, mencionando específicamente a James Maddalena como un «Nixon adecuadamente volátil» y la admirable representación de los pasajes de coloratura de Jiang Qing por Trudy Ellen Craney. Esta grabación ganó un Premio Grammy en 1988 para la Mejor Composición Contemporánea en la categoría «Clásica»; fue nuevamente editada en febrero de 2011, coincidiendo con la producción de la ópera en el Metropolitan.
La segunda grabación la lanzó Naxos en 2008. Marin Alsop dirigió a la Orquesta Sinfónica de Colorado y el coro de la Ópera de Colorado, con Robert Orth como Nixon, Maria Kanyova como Pat Nixon, Thomas Hammons como Kissinger, Chen-Ye Yuan como Zhou Enlai, Marc Heller como Mao Zedong y Tracy Dahl como Jiang Qing.